# Ford 6x

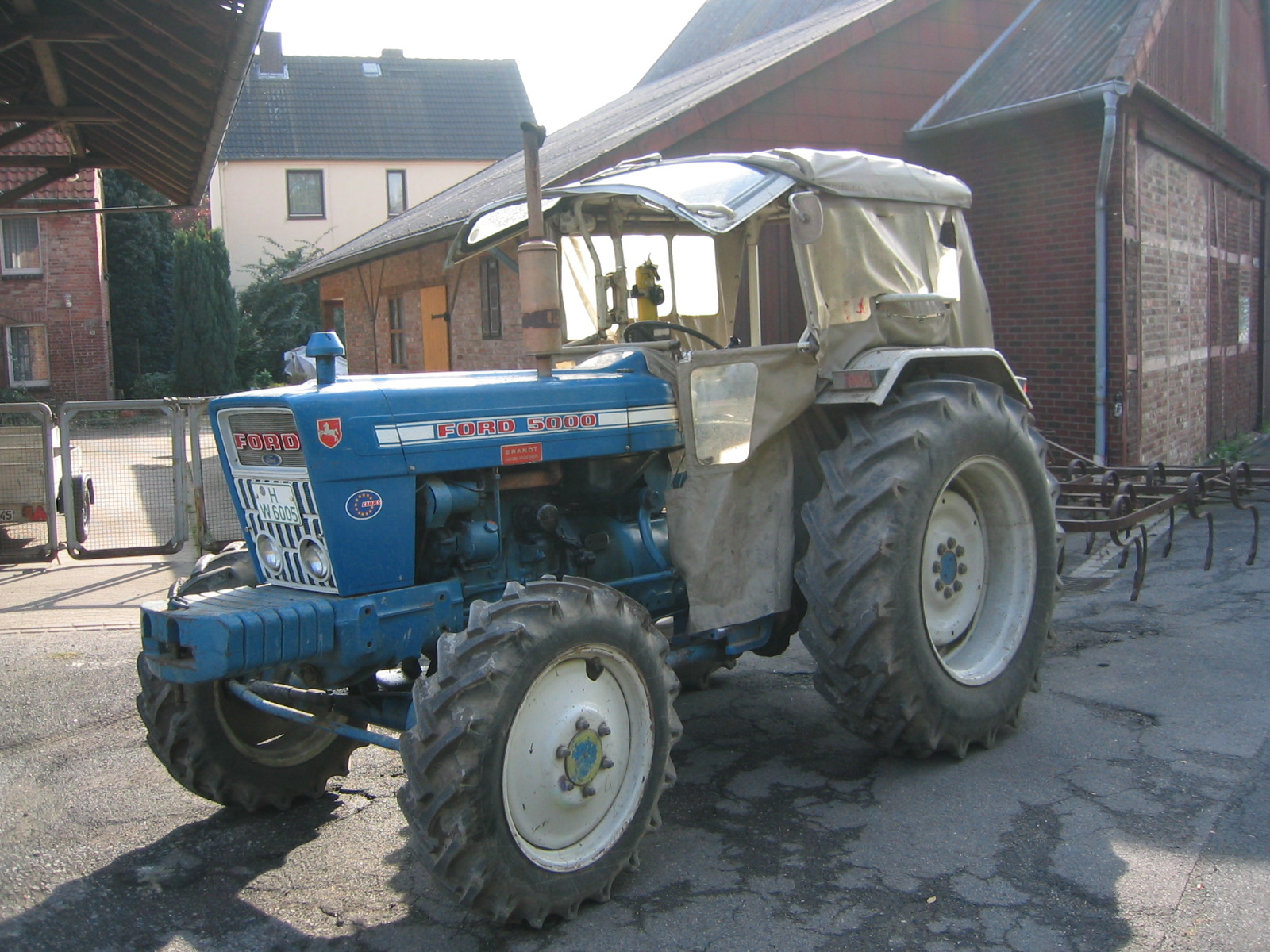
Ford 5000.

Ford 6X, senare 6Y, var en serie traktorer tillverkade av Ford Motor Company 1964-1975. De tillverkades i tre länder, USA, Storbritannien och Belgien, och fanns i versionerna Ford 2000, 3000, 3055, 4000, 5000, 7000, 8000 och 9000.

## Bakgrund
1917 startade Henry Ford tillsammans med sin son Edsel företaget Henry Ford & Son Corporation i Dearborn, Michigan, USA och började tillverka traktorer under namnet Fordson. Verksamheten överfördes 1920 till Ford Motor Company, men namnet Fordson behölls. Efter en nedgång i traktorförsäljningen i Nordamerika flyttades produktionen 1928/29 till Cork på Irland och 1932/33 vidare till Dagenham i England.
I slutet av 1930-talet inleddes ett samarbete med Harry Ferguson, vilket innebar att Ford tillverkade en traktor konstruerat av honom för den nordamerikanska marknaden i Dearborn. Modellen såldes som Ford-Ferguson från 1939. Efter andra världskriget avbröts samarbetet och Ford USA började tillverka egna konstruktioner under namnet Ford, samtidigt som Ford UK fortsatte tillverka Fordson.
Under hela 1950-talet byggde så Ford traktorer i Highland Park, Michigan, för Nordamerika, i två storlekar, utgående från den mindre 600-serien och den större 800-serien, medan man i Dagenham byggde helt andra traktorer för hela övriga världen i form av den mindre Fordson Dexta och den större Fordson Major.
I början av 1960-talet bestämde sig Ford för att utveckla en ny serie traktorer som skulle tillverkas både i Nordamerika och i Europa. Detta blev 6X-serien.

## Utveckling
Arbetet med den nya traktorserien startade 1961 när Fords hela traktorverksamhet samlades i bolaget Ford Tractor Operations med säte i Birmingham, Michigan, USA. Där samlades tekniker från både USA och England för att ta fram en global traktor. Parallellt med det arbetet byggdes även två nya fabriker upp – en helt ny anläggning i Basildon i England, dit traktorverksamheten i Dagenham skulle flyttas och en bilfabrik i Antwerpen i Belgien som byggdes om till traktorfabrik.
Enligt den ursprungliga planen skulle serien bestå av de trecylindriga modellerna 2000 och 3000 samt den fyrcylindriga 5000. Under arbetes gång infogades den trecylindriga mellanmodellen 4000, vilket visade sig vara ett lyckat beslut eftersom just 4000 blev den populäraste modellen i serien.
Motorerna var helt nykonstruerade stötstångsmotorer som skulle byggas både i diesel- och bensinversioner. Växellådorna utvecklades ur de engelska Fordsontraktorernas lådor, med den amerikanska, halvautomatiska, Select-O-Speed som alternativ.
Som en slags förberedelse inför de nya modellerna började alla Ford- och Fordson traktorer lackas i den nya blåa färg man valt för 6X-serien ett par år innan de nya modellerna kom.
I och med lanseringen av 6X avvecklades varumärket Fordson och alla traktorerna hette i fortsättningen Ford.

## Produktion
Hösten 1964 startade tillverkningen av Ford 6X-serien i tre fabriker. I Highland Park, Michigan, USA byggdes modeller för den nordamerikanska marknaden, i Antwerpen, Belgien för EEC-marknaden samt i Basildon, Essex, England, för övriga marknader. Serien bestod ursprungligen av fyra modeller, Ford 2000, 3000, 4000 och 5000. Traktorerna från de tre olika fabrikerna var i grunden identiska, men med några små detaljskillnader. Det mest synliga var att de Europabyggda hade strålkastarna inbyggda i grillen, medan de USA-byggda hade friliggande strålkastare.
De olika modellerna hade olika tre- eller fyrcylindriga motorer, med antingen diesel- eller bensindrift. Det sistnämnda erbjöds dock bara i vissa länder, framför allt USA. Växellådorna var sex- eller åtta-växlade. Som alternativ fanns den halvautomatiska Select-O-Speed med tio växlar. Den växellådan var före sin tid och fick snabbt dåligt rykte. Den ansågs svårväxlad och otillförlitlig, vilket ofta berodde på bristande underhåll, i sin tur en konsekvens av att traktormekanikerna var ovana vid konstruktionen. 
Till utseendet kändes traktorerna igen på sin blå färg med vita detaljer och en grill som gick runt fronten.
1968 uppdaterades modellerna till 6Y, även kallad Ford Force. Nyheterna bestod främst i modifierade motorer och en del utseendemässiga ändringar, som en enklare motorhuv, nya dekaler och en ny, plan, grill. Samtidigt kom den sexcylindriga Ford 8000. Förutom att traktorn var större, kunde man lätt känna igen den på att strålkastarna satt i framkanten av bakskärmarna. Den här modellen tillverkades bara i Highland Park för hela världsmarknaden. Ford 9000 kom sedan 1969 och var i princip en 8000 med turbodiesel. 
En fyrcylindrig turbodiesel kom 1971 i form av Ford 7000, en 5000 med annan motor. 1972 introducerades Ford 3055 som var en korsning mellan 3000 och 4000. Samtidigt ersattes 8000 och 9000 av 8600 respektive 9600, de första traktorerna i 7A-serien.
Efter elva framgångsrika år lades tillverkningen av 6X/6Y-serien ned 1975 när den ersattes av den nya 7A-serien.

## Modeller

### Ford 2000
Trecylindrig. Bensinmotor på 2,6 l, 28 kW (37 hk) eller dieselmotor på 2,6 l, 28 kW (37 hk).
Sex växlar fram, två back.
Tillverkad 1964-1975.

### Ford 3000
Trecylindrig. Bensinmotor på 2,6 l, 28 kW (37 hk) eller dieselmotor på 2,9 l, 34 kW (46 hk).
Åtta växlar fram, två back eller Select-O-Speed med tio växlar fram, två back.
Tillverkad 1964-1975.

### Ford 3055
Trecylindrig. Dieselmotor på 3,0 l, 39 kW (52 hk).
Åtta växlar fram, två back eller Select-O-Speed med tio växlar fram, två back.
Tillverkad 1972-1975.

### Ford 4000
Trecylindrig. Bensinmotor på 3,1 l, 41 kW (55 hk) eller dieselmotor på 3,3 l, 41 kW (55 hk), från 1968 46 kW (62 hk).
Åtta växlar fram, två back eller Select-O-Speed med tio växlar fram, två back.
Tillverkad 1964-1975.

### Ford 5000
Fyrcylindrig. Bensinmotor på 3,8 l, 48 kW (65 hk) eller dieselmotor på 3,8 l, 48 kW (65 hk), från 1968 4,2 l, 56 kW (75 hk).
Åtta växlar fram, två back eller Select-O-Speed med tio växlar fram, två back.
Tillverkad 1964-1975.

### Ford 7000
Fyrcylindrig. Turbodieselmotor på 4,2 l, 70 kW (94 hk).
Åtta växlar fram, två back eller Select-O-Speed med tio växlar fram, två back.
Tillverkad 1971-1975.

### Ford 8000
Sexcylindrig. Dieselmotor på 6,6 l, 86 kW (115 hk).
Åtta växlar fram, två back eller Select-O-Speed med tio växlar fram, två back.
Tillverkad 1968-1972.

### Ford 9000
Sexcylindrig. Turbodieselmotor på 6,6 l, 108 kW (145 hk).
Åtta växlar fram, två back eller Select-O-Speed med tio växlar fram, två back.
Tillverkad 1969-1972